# Giacomo Barzellotti (filosofo)
Giacomo Barzellotti (Firenze, 7 luglio 1844 – Piancastagnaio, 19 settembre 1917) è stato un filosofo italiano.
Senatore del Regno d'Italia nella XXII legislatura.

## Biografia
Allievo di Terenzio Mamiani e di Augusto Conti, entrambi filosofi spiritualisti, si professò poi seguace del Neokantismo. Si interessò soprattutto alla storia della filosofia con particolare riguardo ai problemi di psicologia artistica e religiosa. Ebbe la cattedra di Filosofia morale alle Università di Pavia nel 1881 e di Napoli, nel 1887. Nel 1896 divenne professore di Storia della filosofia all'Università di Roma. Fu ammesso all'Accademia nazionale dei Lincei nel 1899. Nel 1908 fu nominato senatore del Regno d'Italia.
Fu iniziato in Massoneria nella Loggia Concordia di Firenze, appartenente al Grande Oriente d'Italia.

## Opere (selezione)
- La morale nella filosofia positiva, Firenze: M. Cellini, 1871
- La rivoluzione e la letteratura in Italia: avanti e dopo gli anni 1848 e 1849, Firenze: Successori Le Monnier, 1875
- La nuova scuola del Kant e la filosofia scientifica contemporanea in Germania, Roma: Tip. Barbera, 1880
- David Lazzaretti di Arcidosso (detto il santo), Bologna: Zanichelli, 1884 (nuova ed. con il titolo: Monte Amiata e il suo profeta, Milano: Fratelli Treves, 1909)
- Santi, solitari, filosofi: saggi psicologici, 2ª ed., Bologna: Nicola Zanichelli, 1886
- Studi e ritratti, Bologna: Zanichelli, 1893
- Ippolito Taine, Roma : Loescher, 1895
- L'opera storica della filosofia, Palermo: R. Sandron, 1918 (postumo)